# Afrikas litteratur
Den afrikanska litteraturen är i vidare bemärkelse all litteratur från kontinenten Afrika, men vanligtvis menar man med afrikansk litteratur den litteratur som kommer från det subsahariska Afrika, medan litteratur från Nordafrika (Maghreb) oftare behandlas tillsammans med övrig arabisk litteratur.
Den subsahariska litteraturen brukar i sin tur delas in efter region (Västafrika, Sydafrika/södra Afrika och Östafrika) och/eller efter språk (främst de forna kolonialspråken engelska, franska och portugisiska, men även ”äktafrikanska” språk som swahili, och i Ekvatorialguinea finns litteratur på spanska). Afrika har producerat fem nobelpristagare i litteratur: nigerianen Wole Soyinka (1986), egyptiern Naguib Mahfouz (1988), sydafrikanskan Nadine Gordimer (1991), hennes landsman J.M. Coetzee (2003), och tanzaniern Abdulrazak Gurnah (2021).

## Muntlig litteratur

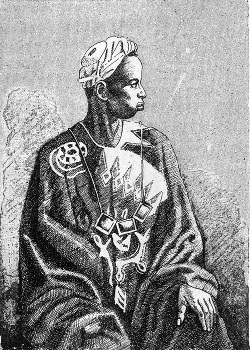
En griot i Senegal. Teckning från 1890.

Muntlig berättartradition har spelat en stor roll i det subsahariska Afrika. Många språk saknade skriftspråk, och litteraturen, i form av myter, hjältesagor och sånger, fördes därför vidare muntligt av barder. I Västafrika kallas sådana barder grioter, och i södra Afrika  imbongi. Den muntliga litteraturen är fortfarande levande på många ställen på kontinenten, speciellt i Västafrika. Barderna är framstående i samhällena, och yrket går ofta i arv.
Den muntliga litteraturen tar flera olika former, allt från små underfundiga epigram till stora epos, och sträcker sig från det vardagliga till det mytologiska. Traditionen är förstås olika från samhälle till samhälle, beroende på hur man har levat i samhällena. I de före detta stora rikena i Västafrika handlar litteraturen om rikets historia, och hyllar hjältar och härskare. Diktaren var en centralgestalt i dessa riken, eftersom han tolkade historien åt härskarna och legitimerade deras styre. I mindre, kommunalistiska samhällen uttrycker diktningen snarare samhörigheten mellan samhället, individen och naturen. Det muntliga framförandet sker i samspel med åhörarna, varför litteraturen är i ständig förändring. Berättelserna framförs ofta i sång. Sagorna är sedelärande och uppfostrande, och deras funktion är att bevara folkets historia, men också att roa.
Kolonialismen gjorde att den muntliga traditionen förlorade i betydelse, och god litteratur skulle skrivas på européernas språk. Den muntliga diktningen behandlades därför något styvmoderligt, och har inte på allvar nedtecknats och spridits till en bredare publik förrän på 1960-talet.
Den muntliga traditionen har varit viktig för många moderna västafrikanska författare: i senegalesen Birago Diops bok Les contes d’Amadou Koumba (1947, på svenska som Amadou Koumbas berättelser, 1979) är berättaren en griot vid namn Amadou Koumba, och guineanen Camara Laye har i Le maîte de la parole (1978) låtit en griot berätta om Malirikets kejsare Sundiata. Det nigerianska yorubafolkets sagor har använts av bland andra Amos Tutuola och Wole Soyinka. Även i Östafrika har den muntliga litteraturen varit en inspiration för moderna författare.
Somalia fick inte något eget skriftspråk förrän 1972, men har haft en lång muntlig tradition och har kallats ”ett land befolkat av poeter”.

## Skriven litteratur

Karta över officiella språk i Afrika.
afrikaans
arabiska
engelska
franska
portugisiska
spanska
swahili
övriga afrikanska språk

| afrikaans arabiska engelska franska | portugisiska spanska swahili övriga afrikanska språk |

### Äldre litteratur
Länderna i Nordafrika utvecklade tidigt skriftspråk. Redan i forntiden skrevs i Egypten litteratur på egyptiska med hieroglyfer. Under århundradena före Kristi födelse uppstod i Etiopien språket ge'ez, vars skriftspråk, även det kallat ge'ez, än i dag används för amhariska. Etiopien hade sin storhetstid under medeltiden, och från denna tid (slutet av 1200-talet till början av 1500-talet) härstammar landets berömda regentkrönikor.
Under 600-talet invaderade arabiska muslimer Nordafrika, och förde med sig sitt språk till regionen. Arabiseringsprocessen gick fort, och nordafrikanska författare skrev på arabiska dels poesi, dels vetenskaplig litteratur inom filosofi, teologi och naturvetenskap. Västafrika påverkades under medeltiden av araberna och övertog deras skriftspråk. Kejsaren Sundiata av Mali på 1200-talet var en stor vän av det arabiska språket, och uppmuntrade det vid sitt hov. Andra folk, som hausa, använde arabiskt alfabet till sitt eget språk, som dittills hade saknat skrift.
Bantuspråket swahili vid den östafrikanska kusten skrevs även detta ursprungligen med arabisk skrift. Ett av de äldsta exemplen på swahililitteratur är Idarus bin Othmans dikt Hamziya, som skrevs 1652 på ön Pate utanför nuvarande Kenyas kust. Dikten är en översättning av en egyptisk hyllningsdikt från 1200-talet.
Redan från och med 1600-talet förekom det även att afrikaner skrev på europeiska språk, men mycket av denna litteratur har egentligen inget med Afrika att göra. Några exempel finns dock, som Olaudah Equianos självbiografi Equiano's Travels: His Autobiography. The Interesting Narrative of the Life of Olaudah Equiano or Gustavus Vassa the African (1789), som skildrar slavhandeln i Afrika och livet som slav.
I slutet på 1800-talet började man i större utsträckning skriva litteratur på inhemska afrikanska språk, främst på grund av missionens inflytande. Missionärerna gav på egna förlag ut litteratur på de inhemska språken för att främja läskunnigheten. Det var framför allt i de brittiska kolonierna som litteraturen på afrikanska språk uppmuntrades, medan fransmän och portugiser ville skapa en elit av assimilerade afrikaner som skrev på europeiska språk. Det var därför framför allt i Nigeria och Ghana samt i Sydafrika som det gavs ut litteratur på inhemska språk. I Västafrika skrevs det poesi på språk som yoruba, igbo, twi, ewe och fanti, medan det i Sydafrika kom romaner, noveller och diktsamlingar på sesotho, xhosa och zulu. Mest berömt av de tidiga sydafrikanska verken på inhemska språk är sesothoförfattaren Thomas Mofolos historiska roman Chaka (1925), om zulukungen med samma namn.

### Modern litteratur
Det är först efter andra världskriget som den skrivna afrikanska litteraturen blommat upp. Tidigare var litteraturen i huvudsak muntligt traderad, och spreds inte utanför kontinenten. Under självständighetskampen blev dock skriven litteratur viktig. De flesta afrikanska författare har utbildat sig i Europa eller USA, och valt något av kolonialspråken engelska, franska eller portugisiska för att nå ut till en större läsekrets. Därför är den mesta litteratur som sprids till väst skriven på något av dessa språk, medan litteraturen på stora kulturbärande språk som swahili eller kikuyu inte blir lika läst utanför sina respektive kulturområden.
Efter kolonialismens fall spred sig en eufori över kontinenten. Man hade stora förväntningar på framtiden, och litteraturen, som fram till dess hade varit agiterande och vänt sig till utlänningar för att få över dem på självständighetsrörelsernas sida, vände sig nu i stället till afrikaner. Självständighetsyran kom emellertid snart att vändas i besvikelse när folk insåg att maktstrukturerna knappast förändrats efter självständigheten. Det ekonomiska herraväldet ägdes fortfarande av européerna. På 1970-talet blev litteraturen därför alltmer radikal, och romaner med socialistisk och kommunistisk syn på samhället övervägde långt in på 1980-talet. På 1980-talet gick många författare tillbaka till rötterna, och den historiska romanen blev alltmer populär. Författarna gick under denna tid tillbaka i historien för att rätta européernas felaktiga bild av kontinenten. Samtidigt återupptäcktes den traditionella muntliga litteraturen, och i slutet av årtiondet och början av 1990-talet gav flera yngre författare ut verk som influerats av den inhemska litteraturtraditionen, bland annat nigerianske Ben Okri från yorubafolket och zimbabwiske Chenjerai Hove från shonafolket.
Mot 1980-talets slut uppmärksammades även kvinnorna mer i litteraturen, då den sydafrikanska Zoë Wicomb och den zimbabwiska Tsitsi Dangarembga gav ut sina debutromaner. Sedan dess har flera andra kvinnor, som nigerianska Chimamanda Ngozi Adichie och sydafrikanska Marlene van Niekerk, nått stora internationella framgångar.

### Franskspråkig litteratur

#### Négritude
Négrituderörelsen var den första och viktigaste av de moderna litteraturströmningarna i Afrika. Den uppstod i 1930-talets Paris bland studenter från Karibien och Västafrika, och tog inspiration bland annat från negrismo-rörelsen, som uppstått på Kuba 1927. Rörelsens mål var att återge afrikanerna deras självkänsla genom att göra dem stolta över sin kultur. Dessutom var den viktig för att ge afrikaner argument mot kolonialisternas anspråk på kulturell överlägsenhet. Framför allt motsatte man sig den franska assimileringspolitiken, där afrikaner uppmuntrades att ta avstånd från allt som var afrikanskt och i stället vända sig till den franska kulturen, och man ogillade även den äldre generationens villighet att göra detta.
I stället ville man återuppväcka den afrikanska kulturen, som ansågs vara något helt annat än materialismen och själlösheten i väst. Västerländska litterära värderingar som individualism, skepticism, materialism och förnuft byttes ut mot ”afrikanska” värden som rytm, känsla, andlighet och sinnlighet. Samtidigt hade många västerländska intellektuella efter första världskriget vänt sig mot den europeiska kulturen, som orsakat så mycket lidande, och letade i stället inspiration hos främmande kulturer. Bland de europeiska författare som intresserade sig för det afrikanska fanns D.H. Lawrence, Blaise Cendrars och André Breton, och i konsten tog Pablo Picasso och kubisterna stort intryck av den afrikanska konsten.

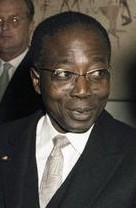
Léopold Sédar Senghor.

En förgrundsgestalt för négrituderörelsen var senegalesen Léopold Sédar Senghor, som förutom att bli rörelsens främsta teoretiker även är en av Afrikas viktigaste poeter. Andra viktiga aktörer i rörelsen var Aimé Césaire från Martinique och Léon Damas från Franska Guyana. Tidskriften Présence Africaine, vars första nummer kom ut 1947 i Paris och Dakar, blev en viktig kugge i rörelsens maskineri, och många av rörelsens ideologer skrev om afrikansk kultur i tidskriften.
1948 gav Senghor ut Anthologie de la nouvelle poésie nègre et malgache de langue française, med ett berömt förord av Jean-Paul Sartre. Denna antologi hålls ofta som négrituderörelsens viktigaste verk. Camara Layes L’enfant noir (1953) och Ferdinand Oyonos Un vie de boy (1956) och Le vieux nègre et la médaille (1956) var andra tidiga viktiga verk, som lade grunden till en kulturell nationalism i Västafrika.
Négrituderörelsen var tämligen löst sammansatt, och själva namnet ”négritude” myntades först 1939, i Césaires dikt ”Cahier d’un retour au pays natal”.
På 1960- och 1970-talet började négrituderörelsen kritiseras. Många afrikanska intellektuella ansåg att rörelsens fokus på rasmedvetenhet ledde till rasistiska klyschor och att deras kulturbegrepp var enkelspårigt, medan andra menade att rörelsens hållning ledde till konservatism och neokolonialism.

### Portugisiskspråkig litteratur
Portugisiska har som språk en lång historia i Afrika. Redan i slutet av 1400-talet hade portugiserna kontakt med Afrika, men först under mellankrigstiden började afrikansk litteratur på portugisiska ges ut. Denna utgivning skedde nästan enbart i Portugal.
Négrituderörelsen var viktig för att stärka självkänslan i de portugisiska kolonierna, där kolonialmakten var mer brutal än i övriga Afrika. En litterär tradition fanns i det lusofona Afrika redan på 1950-talet. Villkoren var ofta lika dåliga för de portugisiska invandrarna som för de infödda afrikanerna, varför en sorts jämlikhet uppnåddes åtminstone i storstäderna, i vars slumområden vita, svarta och mulatter bodde sida vid sida. På Kap Verde är i dag de flesta invånarna mulatter, och rastillhörighet är tämligen oviktig i det lusofona Afrika. Motstånd mot kolonialmakten bestraffades mycket hårt i de portugisiska kolonierna, ofta med förvisning till koncentrationslägret Tarrafal på Kap Verde. Portugal släppte till skillnad från övriga kolonialmakter inte ifrån sig sina kolonier förrän på 1970-talet, efter diktaturens fall i moderlandet. På grund av de hårda förhållandena i kolonierna blev litteraturen här i mångt och mycket en protestlitteratur.
Efter koloniernas självständighet 1975 har det växt fram en ny portugisiskspråkig litteratur, framför allt i Angola och Moçambique. Ett viktigt ämne i denna nya litteratur är inbördeskrigen i de båda länderna. Kända namn är Pepetela från Angola och Mia Couto från Moçambique, som båda tillhör den vita minoriteten.

### Engelskspråkig litteratur

#### Västafrika
Ett av de första engelskspråkiga skönlitterära verken från Västafrika är ghananen Joseph Casely-Hayfords bildningsroman Ethiopia Unbound från 1911. Casely-Hayford skrev dock bara denna enda roman, och ägnade sig i övrigt åt politiska, sociologiska och juridiska skrifter, och det skulle dröja innan andra längre skönlitterära verk från området dök upp.

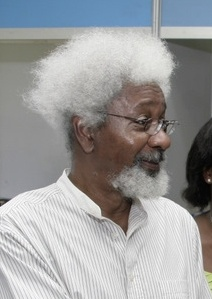
Wole Soyinka, Nobelpristagare 1986.

Ofta hålls nigerianen Amos Tutuolas The Palm-Wine Drinkard and His Dead Palm-Wine Tapster in the Deads’ Town (1952) som början av den västafrikanska romanvågen på engelska. Tutuola skrev med inspiration från yorubafolkets sagor omtumlande spökhistorier på en oortodox ”afrikansk engelska”, och hans yviga stil berömdes som banbrytande, men han fick få efterföljare och kan anses som en litterär återvändsgränd. 1954 publicerades Cyprian Ekwensis första roman, People of the City. Ekwensi skrev åtta romaner om livet i staden och nigeriansk politik, men väckte inte lika stor uppmärksamhet som en annan nigerian, Chinua Achebe, vars första roman Things Fall Apart (1958) skildrar kolonialismens intåg och det gamla samhällets nedgång. Things Fall Apart blev första delen i en romancykel om Nigerias historia, och följdes av No Longer at Ease (1960) om vägen till självständighet för Nigeria, Arrow of God (1964) om kolonialtiden på 1920-talet, och A Man of the People (1966) om tiden efter självständigheten.
Allra mest berömmelse av de nigerianska författarna har emellertid 1986 års nobelpristagare Wole Soyinka fått. Soyinka har skrivit såväl romaner som dramatik och lyrik, och hämtar mycket stoff från yorubafolkets myter och sagor. Han ger en bild av ett Afrika där stamsamhället får ge vika för det koloniala samhället, vars livsstil även efter självständigheten utgör normen på kontinenten. Bland hans främsta verk finns romanerna The Interpreters (1965) och Season of Anomy (1973), samt dramerna The Swamp Dwellers, The Lion and the Jewel (båda från 1950-talet), A Dance of the Forests (1961), The Road (1965), Kongi’s Harvest (1967) och Death and the King’s Horsemen (1975). Soyinkas dramatik kan sägas kombinera afrikanska och västerländska traditioner, och han har även gjort en afrikansk version av Euripides Backanterna.
Bland yngre författare från Västafrika kan Ben Okri nämnas. Romanerna The Famished Road (1991) och Songs of Enchantment (1993) minner om Gabriel García Márquez magiska realism, men härstammande ur en afrikansk tradition.

#### Östafrika

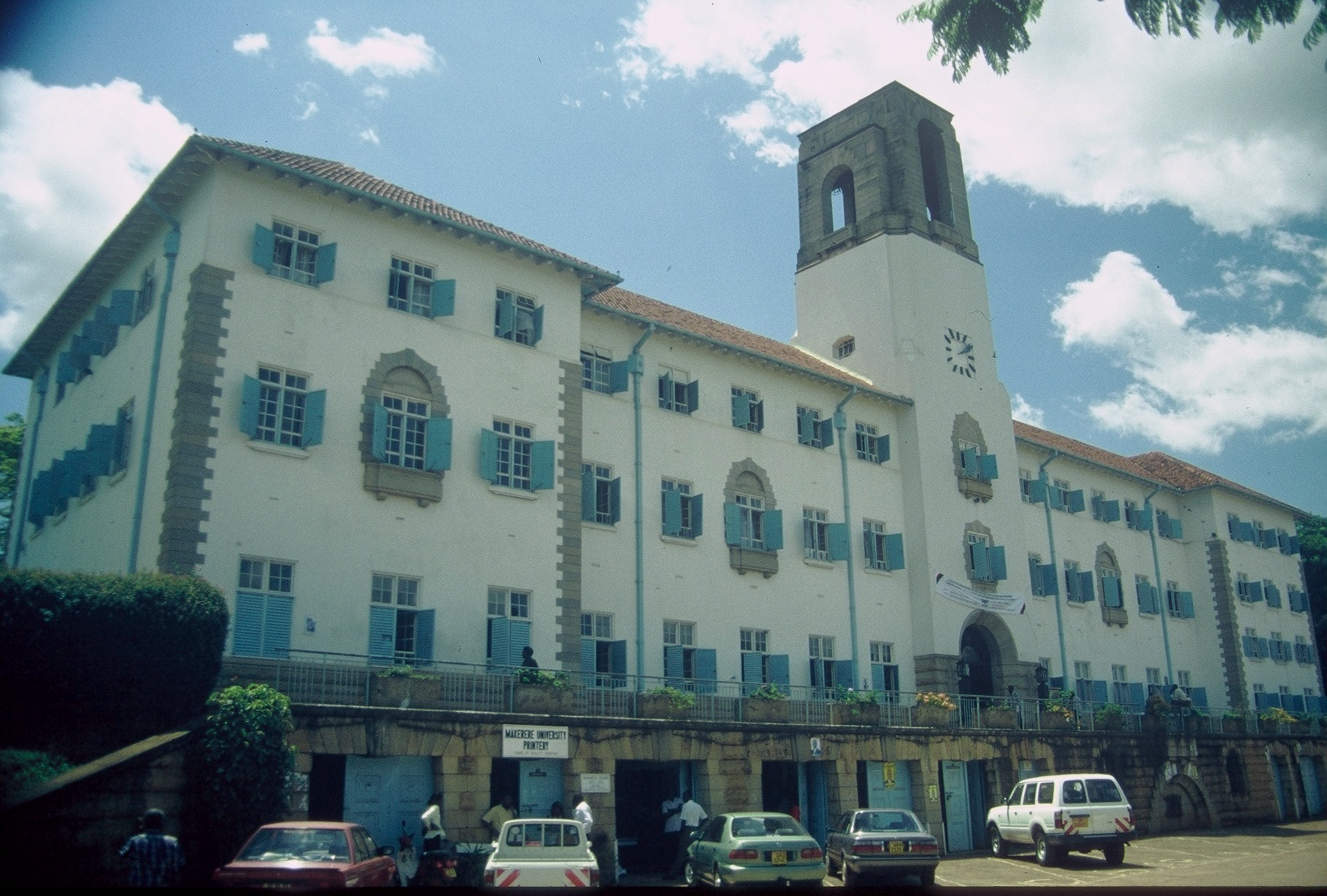
Makerereuniversitetet, 2001.

Den östafrikanska litteraturen har inte fått lika mycket uppmärksamhet som den västafrikanska, och först på 1960-talet uppstod skönlitteratur på engelska i Östafrika. Att östafrikansk litteratur inte uppmärksammats i lika hög grad som övrig afrikansk litteratur kan till viss del ha att göra med att östafrikanerna ofta skrivit på inhemska afrikanska språk, bland annat swahili och kikuyu.
Makerereuniversitetet i Kampala i Uganda, grundat redan 1939, var den tidiga östafrikanska litteraturens plantskola. Till universitetet kom studenter från hela Brittiska Östafrika: Uganda, Kenya, Tanganyika och Zanzibar. Universitetet gav kurser i engelsk litteratur, och i studenttidningen Penpoint publicerade sig många aspirerande östafrikanska författare. Ngugi wa Thiong’o från Kenya var bland de första redaktörerna för tidningen, och skrev själv bidrag till den. Vid andra universitet i Östafrika började allt fler litterära tidskrifter ges ut. Man hade dock svårt att komma förbi de strikta regler för det engelska språket som man lärt sig på universiteten.
1962 hölls en afrikansk författarkonferens i Kampala. Här träffade östafrikanerna författare och förläggare från det övriga Afrika, Karibien och USA, och tog inspiration från dessa. Två år senare gavs Ngugis roman Weep Not, Child (på svenska Upp genom mörkret, 1981) ut. Romanen var den första som publicerats på engelska av en östafrikansk författare. Grace Ogot debuterade 1966 med romanen The Promised Land, och blev därigenom områdets första publicerade kvinnliga författare.

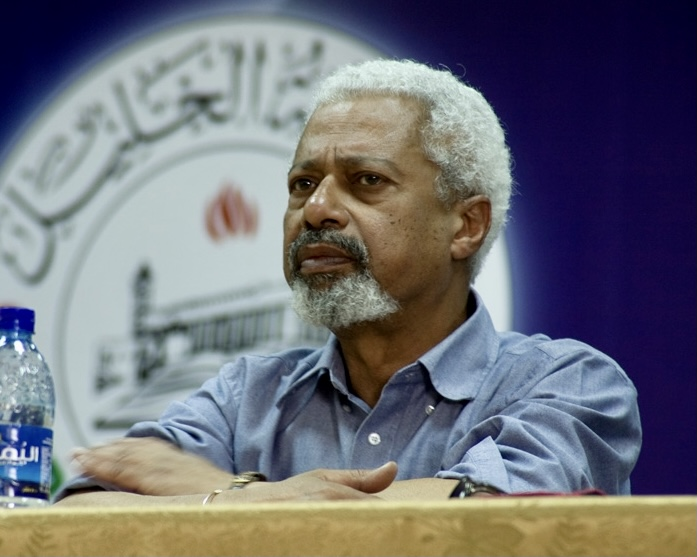
Abdulrazak Gurnah, Nobelpristagare 2021.

Man tröttnade allt mer på den ensidiga litteraturundervisningen på universiteten, och 1969 skedde en smärre revolution vid planeringskonferensen för universiteten i Makerere, Nairobi och Dar es-Salaam. Man kastade ut undervisningen i brittisk litteratur, och satte i stället afrikansk litteratur i centrum. Några år senare gjorde man detsamma i Kenyas grundskolor.
Uganda blev snabbt kaotiskt efter självständigheten. Premiärminister Milton Obote angrep den frispråkiga kulturtidskriften Transition, och flera av dess medarbetare gick i exil, däribland Okot p’Bitek, som flyttade till Nairobi för att undervisa på universitetet där. När sedan Idi Amin tog makten i landet 1971 tog allt fler författare sin tillflykt i Kenya, och under några år gavs det mesta av den ugandiska skönlitteraturen ut i Nairobi.
Okot p’Bitek ägnade sig även åt socialantropologi och studerade den muntliga afrikanska traditionen. Han försökte återge den genuina östafrikanska diktningen i verket Song of Lawino (1966), som bygger på berättelser från acholifolket. Han har även skrivit betydande verk som Horn of My Love (1974) och folksagosamlingen Hare and Hornbill (1978).
Från Tanzania, där swahili sedan 1966 varit officiellt språk, har inte många engelskspråkiga romaner kommit. De första var Dying in the Sun (1968) av Peter Palangyo och Village in Uhuru (1969) av Gabriel Ruhumbika. De främsta engelskspråkiga romanerna har publicerats av tanzaniska författare i exil i Europa, så som Nobelpristagaren Abdulrazak Gurnah och Moyez G. Vassanji.

#### Sydafrika

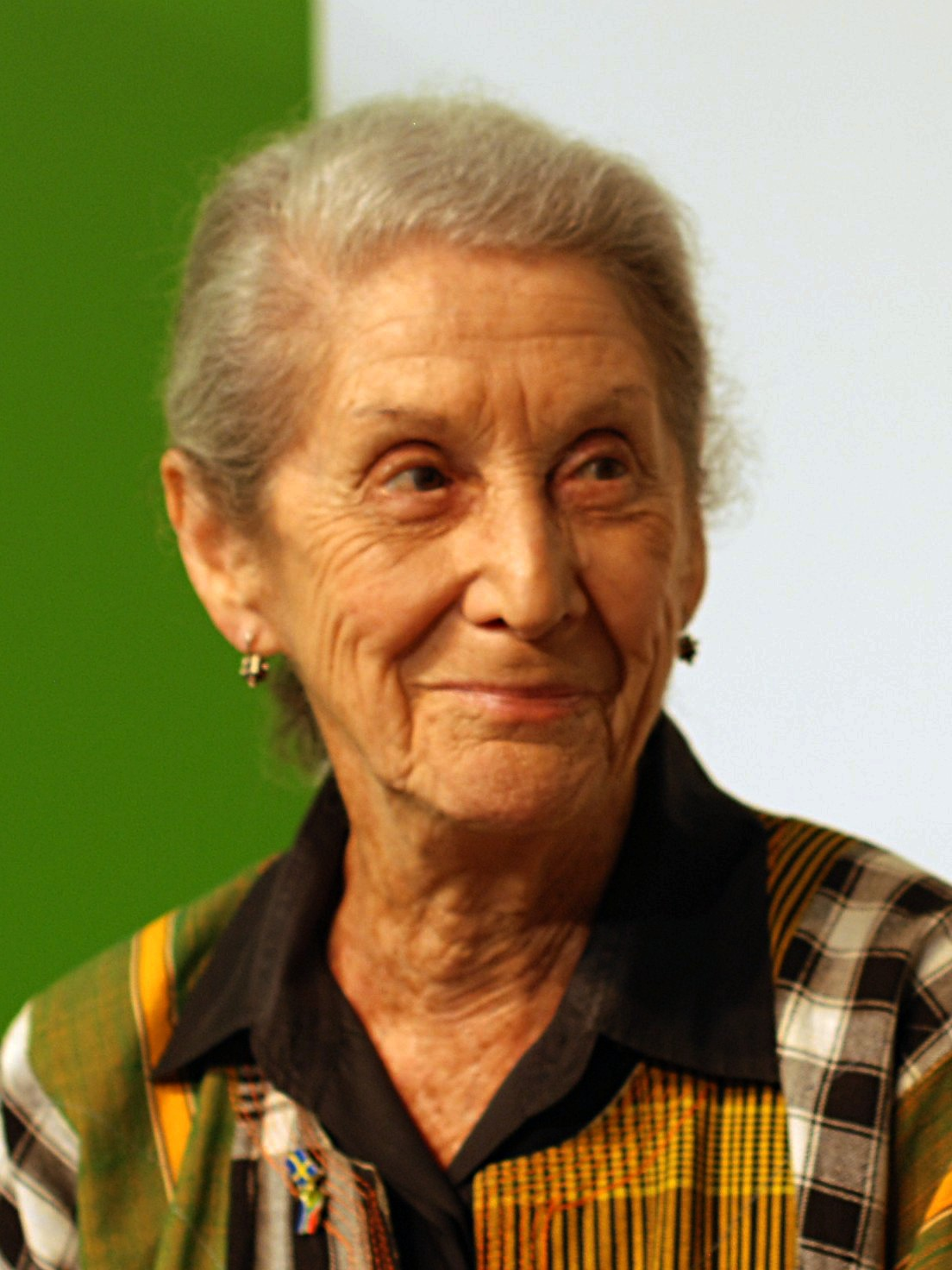
Nadine Gordimer, Nobelpristagare 1991.

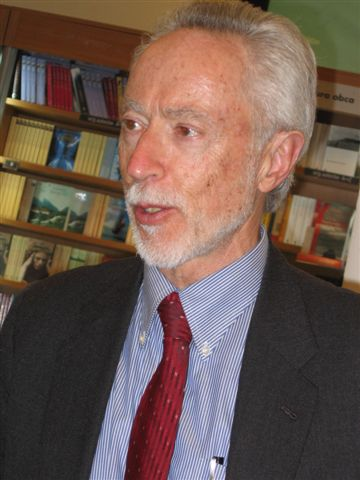
J.M. Coetzee, Nobelpristagare 2003.

I Sydafrika skapade apartheidsystemet och spänningarna mellan de olika etniska grupperna en särskild utveckling av litteraturen. Den sydafrikanska litteraturen har på grund av detta varit full av ilska, protest och kampvilja, men också av hopp.
Tidiga viktiga oppositionsförfattare var svarta författare som Peter Abrahams och Ezekiel Mphahlele och vita liberaler som Alan Paton och Nadine Gordimer.
André Brink, som förutom på engelska skriver på afrikaans, tillhör en yngre generation, och angriper raspolitiken med både raseri och elegans. En annan berömd afrikaansspråkig författare är Breyten Breytenbach, som framför allt skrivit lyrik, men som ändå har fått mest uppmärksamhet för personligt hållna prosaverk som Seisoen in die Paradys (”En tid i paradiset”, 1976) och True Confessions of an Albino Terrorist (1984) samt End Papers (1985).
J.M. Coetzee har skrivit flera allegorier över Sydafrikas historia, bland annat Dusklands (1974) om folkmordet på khoikhoifolket och Waiting for the Barbarians (1980). Coetzee tilldelades Nobelpriset i litteratur 2003. ANC-politikern Alex La Guma har skrivit flera verk som skildrar livet för svarta under apartheid-eran. Till de främsta hör A Walk in the Night (1962), The Stone Country (1963) och In the Fog of the Season’s End (1972).
Landets främste dramatiker är Athol Fugard, som beskriver tröstlösheten bland den fattiga befolkningen i Port Elizabeth, både svarta och vita. Fugard arbetade med amatörteatrar bestående av både svarta och vita, för att försöka föra de olika folken närmare varandra. Hans mest berömda verk är Blood Knot (1960), Boesman and Lena (1969), Master Harold … and the Boys (1982) och My Children! My Africa! (1990).

#### Övriga södra Afrika
Bessie Head föddes i Sydafrika, men vistades större delen av sitt liv i Botswana. Head, som var dotter till en rik vit kvinna och en svart tjänare, skrev om sina egna erfarenheter i verk som When Rainclouds Gather (1969), Maru (1971) och A Question of Power (1973). Hon intresserade sig även för afrikanska sagor, som i novellsamlingen The Collector of Treasures (1977).
En annan författare som ägnat sig åt sagor är zimbabwiern Charles Mungoshi, som har samlat och nedtecknat shonafolkets sägner och fabler. Mungoshi har även skrivit romaner, både på shona och engelska, och noveller som Coming of the Dry Season (1972) och Some Kinds of Wounds (1980).

### Swahilispråkig litteratur
I Tanzania blev swahili officiellt språk 1966, varför engelskspråkig litteratur inte fick lika stort genomslag i landet. Litteraturen på swahili fick sin största betydelse inom poesin, som redan hade en tradition som sträckte sig hundratals år tillbaka i tiden. Genrens store förnyare blev Shaaban Robert, som 1934 började skriva i traditionell stil, men som allt eftersom blev friare i sin diktning samtidigt som han tog upp ämnen som kolonialism och nationalism. Han har bland annat skrivit versromanerna Kufikirika (1946) och Kusadikika (1951).
Det första moderna prosaverket på swahili kom 1934, med James Juma Mbotelas släkthistoria Uhuru wa watumwa (”Slavarnas frihet”). Den kom snart i engelsk översättning och hyllades av britterna som ett banbrytande verk, medan de infödda var mer kallsinniga och ansåg att verket var alltför positivt inställt till kolonialmakten. Under senare år har bokens äkthet till och med ifrågasatts.
Bibelöversättaren Aniceti Kitereza färdigställde 1945 en omfångsrik roman på språket kikerewe. Han kunde dock inte hitta någon förläggare som ville ge ut verket, och började därför själv översätta det till swahili. Först 1981 var översättningen klar och verket, Bwana Myombekere na Bibí Bugonoka na Ntulanalwo na Bulihwali (”Herr Myombekere och fru Bugonoka och Ntulanalwo och Bulihwali”), gavs ut. Den drygt tusensidiga romanen om regnmakarens barn sträcker sig över tre generationer och är det mest omfattande skönlitterära verket på något afrikanskt språk.